# Three Girls
Three Girls é uma minissérie britânica de 2017 escrita por Nicole Taylor e dirigida por Philippa Lowthorpe. A série narra a história real de adolescentes da cidade de Rochdale, que sofreram abusos sexuais.

## Elenco
- Maxine Peake... Sara Rowbotham
- Lesley Sharp... DC Margaret "Maggie" Oliver
- Molly Windsor... Holly Winshaw
- Ria Zmitrowicz... Amber Bowen
- Liv Hill... Ruby Bowen
- Ace Bhatti... Nazir Afzal
- Paul Kaye... Jim Winshaw
- Jill Halfpenny... Julie Winshaw
- Bo Bragason... Rachel Winshaw
- Lisa Riley... Lorna Bowen
- Naomi Radcliffe... Yvonne
- Jason Hughes... DC Sandy Guthrie
- Rupert Procter... DC Jack Harrop
- Ross Anderson... PC Richard Bryan
- Antonio Aakeel... Immy
- Wasim Zakir... Tariq
- Zee Sulleyman... Billy
- Simon Nagra... Daddy